# Південьсталь (Єнакієве)
Футбольний клуб «Південьсталь» — український футбольний клуб з міста Єнакієвого Донецької області.

## Колишні назви
«Стахановець»

## Досягнення
Чемпіонат УРСР серед КФК
- Бронзовий призер (1): 1940

Кубок УРСР
- Володар (1): 1987

## Всі сезони в незалежній Україні
| Сезон   | Чемпіонат     | Чемпіонат | Чемпіонат | Чемпіонат | Чемпіонат | Чемпіонат | Чемпіонат | Чемпіонат | Кубок       | Кубок | Кубок | Кубок | Кубок | Кубок | Кубок | Примітка                                            |
| Сезон   | Ліга          | Місце     | І         | В         | Н         | П         | М         | О         | Етап        | І     | В     | Н     | П     | М     | О     | Примітка                                            |
| ------- | ------------- | --------- | --------- | --------- | --------- | --------- | --------- | --------- | ----------- | ----- | ----- | ----- | ----- | ----- | ----- | --------------------------------------------------- |
| 1997/98 | Друга Група В | 12 з 17   | 30        | 7         | 10        | 13        | 27−34     | 31        | 1/64 фіналу | 4     | 2     | 0     | 2     | 5−6   | 4     | Знялася із змагань до початку наступного чемпіонату |
| Всього  | Друга         | 1 сезон   | 30        | 7         | 10        | 13        | 27−34     | 24        | >1 сезон    | 4     | 2     | 0     | 2     | 5−6   | 4     |                                                     |